# Scandinavia - A Place Apart
|  | Denne artikel er oprettet af botten Steenthbot ud fra en ekstern database. Den kan derfor have sproglige fejl eller mangler. Denne skabelon kan fjernes efter kontrol af indholdet. |

Scandinavia - A Place Apart er en dansk dokumentarfilm fra 1981 instrueret af F. Kahlenberg.